# Svenska mästerskapen i kortbanesimning 2024
Svenska mästerskapen i kortbanesimning 2024 ägde rum den 20–24 november i Filborna Arena i Helsingborg. Det var den 71:a upplagan av kortbane-SM.
Junior-SM i kortbana avgjordes samtidigt och medaljörerna utsågs i försöksheaten i de olika individuella grenarna. Lagkapperna simmades dock separat.

## Medaljsummering

### Damer
| Gren            | Guld | Guld         | Silver | Silver   | Brons | Brons    |
| 50 m frisim     | Sofia Åstedt Simklubben Elfsborg                                                                                                  | 24,66        | Klara Thormalm Jönköpings Simsällskap                                                                                   | 24,99    | Emma Alsén Täby Sim                                                                                              | 25,23    |
| 100 m frisim    | Louise Hansson Helsingborgs Simsällskap                                                                                           | 52,75        | Sofia Åstedt Simklubben Elfsborg                                                                                        | 53,49    | Hanna Bergman Simklubben Poseidon                                                                                | 54,16    |
| 200 m frisim    | Sofia Åstedt Simklubben Elfsborg                                                                                                  | 1.56,55      | Hanna Bergman Simklubben Poseidon                                                                                       | 1.57,68  | Elvira Mörtstrand Västerås Simsällskap                                                                           | 1.57,93  |
| 400 m frisim    | Thilda Häll Simklubben Elfsborg                                                                                                   | 4.11,35      | Elvira Mörtstrand Västerås Simsällskap                                                                                  | 4.12,74  | Matilda Wassblad Uddevalla Sim                                                                                   | 4.19,42  |
| 800 m frisim    | Thilda Häll Simklubben Elfsborg                                                                                                   | 16.30,79     | Wilma Hultberg Kullberg Helsingborgs Simsällskap                                                                        | 17.03,53 | Elly Claesson Malmö Kappsimningsklubb                                                                            | 17.19,58 |
| 1 500 m frisim  | Thilda Häll SK Elfsborg | 16.19,08     | Wilma Hultberg Kullberg Helsingborgs S                                                                                  | 17.04,15 | Sofia Bang Stockholms KK                                                                                         | 17.09,34 |
|                 | |              | |          | |          |
| 50 m ryggsim    | Hanna Rosvall Helsingborgs Simsällskap                                                                                            | 26,78        | Annie Hegmegi Jönköpings Simsällskap                                                                                    | 27,91    | Ida Liljeqvist Helsingborgs Simsällskap                                                                          | 27,92    |
| 100 m ryggsim   | Louise Hansson Helsingborgs Simsällskap                                                                                           | 57,54        | Hanna Rosvall Helsingborgs Simsällskap                                                                                  | 58,07    | Annie Hegmegi Jönköpings Simsällskap                                                                             | 59,68    |
| 200 m ryggsim   | Annie Hegmegi Jönköpings Simsällskap                                                                                              | 2.09,03      | Miranda Arvidsson Linköpings Allmänna Simsällskap                                                                       | 2.11,00  | Elise Öberg Njurunda Simsällskap                                                                                 | 2.12,02  |
|                 | |              | |          | |          |
| 50 m bröstsim   | Sophie Hansson Helsingborgs Simsällskap                                                                                           | 29,92        | Klara Thormalm Jönköpings Simsällskap                                                                                   | 30,23    | Olivia Klint Ipsa Kristianstads SLS                                                                              | 30,46    |
| 100 m bröstsim  | Sophie Hansson Helsingborgs Simsällskap                                                                                           | 1.05,25      | Klara Thormalm Jönköpings Simsällskap                                                                                   | 1.05,58  | Olivia Klint Ipsa Kristianstads SLS                                                                              | 1.05,76  |
| 200 m bröstsim  | Olivia Klint Ipsa Kristianstads SLS                                                                                               | 2.22,53      | Saga Boråker Jönköpings Simsällskap                                                                                     | 2.26,00  | Elsa Bergh Njurunda Simsällskap                                                                                  | 2.26,12  |
|                 | |              | |          | |          |
| 50 m fjärilsim  | Sara Junevik Falu Simsällskap | 25,64        | Ida Liljeqvist Helsingborgs Simsällskap                                                                                 | 26,03    | Emmy Hällkvist Täby Sim                                                                                          | 26,47    |
| 100 m fjärilsim | Louise Hansson Helsingborgs Simsällskap                                                                                           | 55,80        | Emmy Hällkvist Täby Sim                                                                                                 | 59,11    | Hanna Rosvall Helsingborgs Simsällskap                                                                           | 59,45    |
| 200 m fjärilsim | Tea Winblad Malmö Kappsimningsklubb                                                                                               | 2.13,34      | Kiira Mauranen Simklubben Neptun                                                                                        | 2.15,83  | Sara Nyqvist Mölndals Allmänna Simsällskap                                                                       | 2.21,46  |
|                 | |              | |          | |          |
| 100 m medley    | Louise Hansson Helsingborgs Simsällskap                                                                                           | 59,21        | Hanna Bergman Simklubben Poseidon                                                                                       | 1.00,11  | Vicky Luc Kristianstads SLS                                                                                      | 1.01,42  |
| 200 m medley    | Hanna Bergman Simklubben Poseidon                                                                                                 | 2.09,61      | Annie Hegmegi Jönköpings Simsällskap                                                                                    | 2.12,40  | Vicky Luc Kristianstads SLS                                                                                      | 2.14,59  |
| 400 m medley    | Tea Winblad Malmö Kappsimningsklubb                                                                                               | 4.43,79      | Vicky Luc Kristianstads SLS                                                                                             | 4.50,36  | Christine Ekman Simklubben Neptun                                                                                | 4.52,14  |
|                 | |              | |          | |          |
| 4×50 m frisim   | Helsingborgs SimsällskapSophie Hansson (25,08) Ida Liljeqvist (25,16) Hanna Rosvall (25,08) Louise Hansson (23,87)                | 1.39,19      | Simklubben ElfsborgSofia Åstedt (25,16) Clara Sandberg (26,36) Amanda Böhrén (26,09) Thilda Häll (25,21)                | 1.42,82  | Jönköpings SimsällskapKlara Thormalm (24,75) Annie Hegmegi (26,19) Bella Prytz (25,98) Jessika Watanabe (26,24)  | 1.43,16  |
| 4×100 m frisim  | Helsingborgs SimsällskapSophie Hansson (55,29) Hanna Rosvall (55,11) Louise Hansson (52,85) Ida Liljeqvist (56,51)                | 3.39,76      | Jönköpings SimsällskapKlara Thormalm (54,68) Bella Prytz (56,73) Jessika Watanabe (57,06) Annie Hegmegi (55,84)         | 3.44,31  | Simklubben ElfsborgSofia Åstedt (53,86) Amanda Böhrén (57,85) Clara Sandberg (58,94) Thilda Häll (56,42)         | 3.47,07  |
| 4×200 m frisim  | Helsingborgs SimsällskapLouise Hansson (1.55,70) Wilma Hultberg Kullberg (2.02,78) Vega Vollmer (2.02,09) Hanna Rosvall (2.01,85) | 8.02,42      | Jönköpings SimsällskapAnnie Hegmegi (2.00,77) Klara Thormalm (2.00,80) Jessika Watanabe (2.04,57) Bella Prytz (2.03,21) | 8.09,35  | Simklubben ElfsborgSofia Åstedt (1.58,56) Clara Sandberg (2.12,42) Amanda Böhrén (2.12,06) Thilda Häll (2.01,38) | 8.24,42  |
|                 | |              | |          | |          |
| 4×50 m medley   | Helsingborgs SimsällskapHanna Rosvall (26,63) Sophie Hansson (29,60) Ida Liljeqvist (25,82) Louise Hansson (23,67)                | 1.45,72 0NR0 | Jönköpings SimsällskapTrine Forss (28,45) Saga Boråker (30,71) Annie Hegmegi (27,80) Klara Thormalm (24,60)             | 1.51,56  | Njurunda SimsällskapElise Öberg (28,65) Elsa Bergh (30,45) Maja Modin (27,77) Linnea Sjöberg (25,80)             | 1.52,67  |
| 4×100 m medley  | Helsingborgs SimsällskapHanna Rosvall (58,19) Sophie Hansson (1.06,19) Ida Liljeqvist (59,38) Louise Hansson (52,19)              | 3.55,95      | Jönköpings SimsällskapAnnie Hegmegi (59,74) Saga Boråker (1.07,03) Bella Prytz (1.02,44) Jessika Watanabe (57,16)       | 4.06,37  | Njurunda SimsällskapElise Öberg (1.00,78) Elsa Bergh (1.06,76) Maja Modin (1.05,28) Linnea Sjöberg (56,48)       | 4.09,30  |

### Herrar
| Gren            | Guld | Guld         | Silver | Silver   | Brons | Brons    |
| 50 m frisim     | Jonathan Kling Spårvägen Simförening                                                                                              | 21,68        | Jacob Danielsson Stockholmspolisens IF                                                                                    | 21,84    | Elias Persson Malmö Kappsimningsklubb                                                                                     | 21,95    |
| 100 m frisim    | Elias Persson Malmö Kappsimningsklubb                                                                                             | 48,16        | Erik Falk Stockholmspolisens IF                                                                                           | 48,54    | Olle Sköld Simklubben Neptun                                                                                              | 48,91    |
| 200 m frisim    | Victor Johansson Jönköpings Simsällskap                                                                                           | 1.45,30      | Tim Rogersson Simklubben Neptun                                                                                           | 1.48,15  | Charlie Skoglund Macmillan Simklubben Elfsborg                                                                            | 1.48,79  |
| 400 m frisim    | Victor Johansson Jönköpings Simsällskap                                                                                           | 3.40,64 0MR0 | Jonatan Eriksson Stockholms Kappsimningsklubb                                                                             | 3.54,58  | Victor Sandrup Helsingborgs Simsällskap                                                                                   | 3.55,39  |
| 800 m frisim    | Victor Johansson Jönköpings Simsällskap                                                                                           | 7.39,35 0MR0 | Jonatan Eriksson Stockholms Kappsimningsklubb                                                                             | 8.00,55  | Victor Sandrup Helsingborgs Simsällskap                                                                                   | 8.07,00  |
| 1 500 m frisim  | Victor Johansson Jönköpings Simsällskap                                                                                           | 14.38,92     | Jonatan Eriksson Stockholms Kappsimningsklubb                                                                             | 15.23,48 | Victor Sandrup Helsingborgs Simsällskap                                                                                   | 15.27,93 |
|                 | |              | |          | |          |
| 50 m ryggsim    | Samuel Törnqvist Spårvägen Simförening                                                                                            | 24,01        | Ivar Mengelbier Malmö Kappsimningsklubb                                                                                   | 24,96    | Jacob Glans Kristianstads SLS                                                                                             | 25,14    |
| 100 m ryggsim   | Samuel Törnqvist Spårvägen Simförening                                                                                            | 51,52        | Jacob Glans Kristianstads SLS                                                                                             | 53,88    | Charlie Skoglund Macmillan Simklubben Elfsborg                                                                            | 54,26    |
| 200 m ryggsim   | Samuel Törnqvist Spårvägen Simförening                                                                                            | 1.52,46 0NR0 | Lucas Sterling Simklubben Neptun                                                                                          | 1.59,95  | Jacob Glans Kristianstads SLS                                                                                             | 2.00,39  |
|                 | |              | |          | |          |
| 50 m bröstsim   | Daniel Kertes Helsingborgs Simsällskap                                                                                            | 26,71        | Linus Forsgren Simklubben Triton                                                                                          | 27,40    | August Mathisen Helsingborgs Simsällskap                                                                                  | 27,45    |
| 100 m bröstsim  | Daniel Kertes Helsingborgs Simsällskap                                                                                            | 58,60        | Erik Persson Kungsbacka Simsällskap                                                                                       | 59,17    | August Mathisen Helsingborgs Simsällskap                                                                                  | 59,67    |
| 200 m bröstsim  | Marcus Nykvist Spårvägen Simförening                                                                                              | 2.10,63      | August Mathisen Helsingborgs Simsällskap                                                                                  | 2.11,08  | Axel Gladher Karlskrona Simsällskap                                                                                       | 2.12,39  |
|                 | |              | |          | |          |
| 50 m fjärilsim  | Oskar Hoff Landskrona Simsällskap                                                                                                 | 23,13        | Jacob Danielsson Stockholmspolisens IF                                                                                    | 23,48    | Melker Rosengren Väsby Simsällskap                                                                                        | 23,53    |
| 100 m fjärilsim | Oskar Hoff Landskrona Simsällskap                                                                                                 | 52,09        | Melker Rosengren Väsby Simsällskap                                                                                        | 52,54    | Albin Lövgren Jönköpings Simsällskap                                                                                      | 52,60    |
| 200 m fjärilsim | Victor Klingeryd Jalamo Helsingborgs Simsällskap                                                                                  | 1.58,97      | Lucas Humling Linköpings Allmänna Simsällskap                                                                             | 1.59,26  | William Erneholm Spårvägen Simförening                                                                                    | 2.02,93  |
|                 | |              | |          | |          |
| 100 m medley    | Charlie Skoglund Macmillan Simklubben Elfsborg                                                                                    | 54,26        | Emil Hassling Landskrona Simsällskap                                                                                      | 54,61    | Emil Wannem Simklubben Laxen                                                                                              | 55,24    |
| 200 m medley    | Samuel Törnqvist Spårvägen Simförening                                                                                            | 1.56,06      | Filip Salbrink Simklubben Poseidon                                                                                        | 2.00,30  | Emil Hassling Landskrona Simsällskap                                                                                      | 2.00,53  |
| 400 m medley    | Filip Salbrink Simklubben Poseidon                                                                                                | 4.22,21      | Isak Vikström Helsingborgs Simsällskap                                                                                    | 4.26,39  | Eddie Peng Väsby Simsällskap                                                                                              | 4.27,50  |
|                 | |              | |          | |          |
| 4×50 m frisim   | Simklubben NeptunTim Rogersson (22,51) Stefan Nystrand (21,65) Olle Sköld (21,82) Jakob Rasmuson (22,95)                          | 1.28,93      | Stockholmspolisens IFJacob Danielsson (21,91) Erik Falk (21,89) Jonatan Carlsson (22,40) Ludvig Romare (22,80)            | 1.29,00  | Malmö KappsimningsklubbEmil Svensson (23,01) Elias Persson (21,38) Jonas Holmström (22,25) Ivar Mengelbier (22,43)        | 1.29,07  |
| 4×100 m frisim  | Simklubben NeptunTim Rogersson (48,72) Olle Sköld (48,89) Stefan Nystrand (48,72) Carl Wennerholm (50,42)                         | 3.16,75      | Malmö KappsimningsklubbEmil Svensson (50,65) Jonas Holmström (49,51) Ivar Mengelbier (49,98) Elias Persson (47,54)        | 3.17,68  | Linköpings Allmänna SimsällskapOskar Glawing (50,43) William Barkehed (49,31) Lucas Humling (49,95) Markus Stahre (48,90) | 3.18,59  |
| 4×200 m frisim  | Linköpings Allmänna SimsällskapOskar Glawing (1.51,23) Lucas Humling (1.48,96) William Barkehed (1.50,27) Markus Stahre (1.49,15) | 7.19,61      | Spårvägen SimföreningSamuel Törnqvist (1.45,05) Adam Karlsson (1.49,93) Hugo Östling (1.54,56) William Erneholm (1.50,29) | 7.19,83  | Simklubben NeptunTim Rogersson (1.48,34) Morris Martin (1.51,21) Jakob Rasmuson (1.53,35) Olle Sköld (1.48,49)            | 7.21,39  |
|                 | |              | |          | |          |
| 4×50 m medley   | Spårvägen SimföreningSamuel Törnqvist (24,02) Marcus Nykvist (27,71) Jonathan Kling (23,69) Isak Eliasson (22,33)                 | 1.37,75      | Malmö KappsimningsklubbIvar Mengelbier (25,27) Stefan Ivan (27,99) Bill Beckman (23,38) Elias Persson (21,20)             | 1.37,84  | Stockholmspolisens IFJonatan Carlsson (25,32) Victor Wågström (28,03) Jacob Danielsson (23,38) Erik Falk (21,42)          | 1.38,15  |
| 4×100 m medley  | Helsingborgs SimsällskapLudvig Bartolek (56,74) August Mathisen (59,44) Victor Klingeryd Jalamo (53,00) Daniel Kertes (47,96)     | 3.37,14      | Spårvägen SimföreningSamuel Törnqvist (52,20) Marcus Nykvist (1.00,85) Adam Karlsson (55,69) Jonathan Kling (48,56)       | 3.37,30  | Malmö KappsimningsklubbIvar Mengelbier (54,86) Stefan Ivan (1.03,05) Bill Beckman (53,05) Elias Persson (47,38)           | 3.38,34  |

## JSM

### Damer
| Gren            | Guld | Guld     | Silver | Silver         | Brons | Brons    |
| 50 m frisim     | Emma Alsén Täby Sim | 25,28    | Emmy Hällkvist Täby Sim | 25,57          | Vicky Luc Kristianstads SLS                                                                                               | 25,72    |
| 100 m frisim    | Emmy Hällkvist Täby Sim | 55,66    | Amelia Hultqvist Växjö Simsällskap                                                                                                | 56,52          | Thea Bergström Solna Sundbyberg SS 04                                                                                     | 56,61    |
| 200 m frisim    | Emma Alsén Täby Sim Thilda Häll Simklubben Elfsborg                                                                                   | 2.00,30  | Ingen medaljör | Ingen medaljör | Linnea Sjöberg Njurunda Simsällskap                                                                                       | 2.03,50  |
| 400 m frisim    | Thilda Häll SK Elfsborg | 4.15,62  | Matilda Wassblad Uddevalla Sim | 4.19,77        | Wilma Hultberg Kullberg Helsingborgs Simsällskap                                                                          | 4.22,61  |
| 800 m frisim    | Thilda Häll SK Elfsborg | 8.40,86  | Wilma Hultberg Kullberg Helsingborgs Simsällskap                                                                                  | 8.58,27        | Bella Prytz Jönköpings Simsällskap                                                                                        | 9.01,70  |
| 1 500 m frisim  | Thilda Häll Simklubben Elfsborg | 16.30,79 | Wilma Hultberg Kullberg Helsingborgs Simsällskap                                                                                  | 17.03,53       | Elly Claesson Malmö Kappsimningsklubb                                                                                     | 17.19,58 |
|                 | |          | |                | |          |
| 50 m ryggsim    | Emmy Hällkvist Täby Sim | 28,27    | Mathilda Sandberg Täby Sim | 28,48          | Isabella Nilsson Simklubben Poseidon                                                                                      | 28,77    |
| 100 m ryggsim   | Vicky Luc Kristianstads SLS | 1.01,35  | Isabella Nilsson Simklubben Poseidon                                                                                              | 1.02,05        | Mathilda Sandberg Täby Sim                                                                                                | 1.02,10  |
| 200 m ryggsim   | Vicky Luc Kristianstads SLS | 2.14,47  | Alma Strömberg Simklubben Elfsborg                                                                                                | 2.16,78        | Isabella Nilsson Simklubben Poseidon                                                                                      | 2.16,86  |
|                 | |          | |                | |          |
| 50 m bröstsim   | Olivia Klint Ipsa Kristianstads SLS                                                                                                   | 30,79    | Klara Lindqvist Luleå Simsällskap                                                                                                 | 31,91          | Ebba Holgersson Helsingborgs Simsällskap                                                                                  | 32,25    |
| 100 m bröstsim  | Olivia Klint Ipsa Kristianstads SLS                                                                                                   | 1.06,46  | Vicky Luc Kristianstads SLS | 1.07,81        | Klara Lindqvist Luleå Simsällskap                                                                                         | 1.08,81  |
| 200 m bröstsim  | Olivia Klint Ipsa Kristianstads SLS                                                                                                   | 2.25,48  | Vicky Luc Kristianstads SLS | 2.30,34        | Emma Jönsson Helsingborgs Simsällskap                                                                                     | 2.31,66  |
|                 | |          | |                | |          |
| 50 m fjärilsim  | Emmy Hällkvist Täby Sim | 26,79    | Emma Alsén Täby Sim | 27,11          | Mathilda Sandberg Täby Sim                                                                                                | 27,48    |
| 100 m fjärilsim | Emmy Hällkvist Täby Sim | 59,88    | Emma Alsén Täby Sim | 1.00,14        | Mathilda Sandberg Täby Sim                                                                                                | 1.02,33  |
| 200 m fjärilsim | Emma Alsén Täby Sim | 2.19,18  | Ella Berg Helsingborgs Simsällskap                                                                                                | 2.22,48        | Cecilia Krans Solna Sundbyberg SS 04                                                                                      | 2.22,81  |
|                 | |          | |                | |          |
| 100 m medley    | Vicky Luc Kristianstads SLS | 1.01,11  | Emmy Hällkvist Täby Sim | 1.02,67        | Mathilda Sandberg Täby Sim                                                                                                | 1.03,29  |
| 200 m medley    | Vicky Luc Kristianstads SLS | 2.15,54  | Wilma Hultberg Kullberg Helsingborgs Simsällskap                                                                                  | 2.21,30        | Elvira Lönnberg Flores Stockholms Kappsimningsklubb                                                                       | 2.21,38  |
| 400 m medley    | Vicky Luc Kristianstads SLS | 4.54,24  | Wilma Hultberg Kullberg Helsingborgs Simsällskap                                                                                  | 4.58,73        | Sofia Bang Stockholms Kappsimningsklubb                                                                                   | 5.03,35  |
|                 | |          | |                | |          |
| 4×50 m frisim   | SK ElfsborgElsa Sjöström (26,80) Amanda Böhrén (26,11) Ella Flyckt (26,62) Thilda Häll (25,34)                                        | 1.44,87  | Täby SimMathilda Sandberg (26,38) Emmy Hällkvist (25,41) Tilda Flodin (27,98) Emma Alsén (25,16)                                  | 1.44,93        | Växjö SimsällskapAmelia Hultqvist (26,13) Felicia Backman (26,10) Mylana-Maria Rozvadovska (26,21) Agnes Pehrsson (26,56) | 1.45,00  |
| 4×100 m frisim  | Täby SimEmma Alsén (55,42) Emmy Hällkvist (54,84) Mathilda Sandberg (57,04) Mana Tanaka (1.00,30)                                     | 3.47,60  | Helsingborgs SimsällskapLaura Bartolek (56,59) Alice Christensen (57,95) Vega Vollmer (56,74) Wilma Hultberg Kullberg (57,13)     | 3.48,41        | Växjö SimsällskapAmelia Hultqvist (56,92) Felicia Backman (56,77) Mylana-Maria Rozvadovska (56,95) Agnes Pehrsson (59,40) | 3.50,04  |
| 4×200 m frisim  | Helsingborgs SimsällskapWilma Hultberg Kullberg (2.02,02) Vega Vollmer (2.04,46) Laura Bartolek (2.05,81) Kerstin Cederlund (2.06,19) | 8.18,48  | Växjö SimsällskapAmelia Hultqvist (2.07,78) Mylana-Maria Rozvadovska (2.05,64) Nina Gustavsson (2.07,45) Agnes Pehrsson (2.07,72) | 8.30,56        | Uddevalla SimYelizaveta Savenok (2.08,91) Matilda Wassblad (2.03,77) Alva Rohman (2.07,48) Lina Nielsen (2.10,73)         | 8.30,89  |
|                 | |          | |                | |          |
| 4×50 m medley   | Täby SimMathilda Sandberg (28,81) Sofia Travar (32,93) Emmy Hällkvist (25,97) Emma Alsén (24,91)                                      | 1.52,62  | Kristianstads SLSVicky Luc (28,86) Olivia Klint Ipsa (30,18) Tigra Salomonsson (30,26) Ana Corluka (26,58)                        | 1.55,88        | Helsingborgs SimsällskapTilda Stenmark (29,87) Ebba Holgersson (31,95) Olivia Staafgård (28,06) Alice Christensen (26,11) | 1.55,99  |
| 4×100 m medley  | Täby Sim Mathilda Sandberg (1.01,78) Sofia Travar (1.11,66) Emmy Hällkvist (58,15) Mana Tanaka (1.00,41)                              | 4.12,00  | Helsingborgs Simsällskap Tilda Stenmark (1.04,71) Emma Jönsson (1.09,77) Lovisa Sjöholm (1.04,02) Vega Vollmer (56,71)            | 4.15,21        | Kristianstads SLS Vicky Luc (1.01,38) Olivia Klint Ipsa (1.05,63) Ana Corluka (1.07,52) Tigra Salomonsson (1.00,90)       | 4.15,43  |

### Herrar
| Gren            | Guld | Guld     | Silver | Silver         | Brons | Brons    |
| 50 m frisim     | Tim Rogersson Simklubben Neptun | 22,65    | Emil Wannem Simklubben Laxen                                                                                               | 22,87          | Bill Beckman Malmö Kappsimningsklubb                                                                               | 22,99    |
| 100 m frisim    | Tim Rogersson Simklubben Neptun | 49,11    | Ludvig Bartolek Helsingborgs Simsällskap                                                                                   | 49,70          | Emil Wannem Simklubben Laxen                                                                                       | 50,33    |
| 200 m frisim    | Tim Rogersson Simklubben Neptun | 1.47,95  | Ted Nilsson Landskrona Simsällskap                                                                                         | 1.48,04        | Ludvig Bartolek Helsingborgs Simsällskap                                                                           | 1.49,35  |
| 400 m frisim    | Jonatan Eriksson Stockholms Kappsimningsklubb Lucas Humling Linköpings Allmänna Simsällskap                                          | 3.53,44  | Ingen medaljör | Ingen medaljör | Ted Nilsson Landskrona Simsällskap                                                                                 | 3.54,63  |
| 800 m frisim    | Jonatan Eriksson Stockholms Kappsimningsklubb                                                                                        | 8.00,55  | Victor Sandrup Helsingborgs Simsällskap                                                                                    | 8.07,00        | Arthur Forsfält Stockholms Kappsimningsklubb                                                                       | 8.07,51  |
| 1 500 m frisim  | Jonatan Eriksson Stockholms Kappsimningsklubb                                                                                        | 15.23,48 | Victor Sandrup Helsingborgs Simsällskap                                                                                    | 15.27,93       | Arthur Forsfält Stockholms Kappsimningsklubb                                                                       | 15.32,14 |
|                 | |          | |                | |          |
| 50 m ryggsim    | Jacob Glans Kristianstads SLS | 25,23    | Ivar Mengelbier Malmö Kappsimningsklubb                                                                                    | 25,26          | Emil Wannem Simklubben Laxen                                                                                       | 25,90    |
| 100 m ryggsim   | Jacob Glans Kristianstads SLS | 53,85    | Ivar Mengelbier Malmö Kappsimningsklubb                                                                                    | 54,38          | Kasper Lee Simklubben Neptun                                                                                       | 55,68    |
| 200 m ryggsim   | Kasper Lee Simklubben Neptun | 1.59,65  | Jacob Glans Kristianstads SLS                                                                                              | 2.00,70        | Anton Hegmegi Jönköpings Simsällskap                                                                               | 2.02,94  |
|                 | |          | |                | |          |
| 50 m bröstsim   | Axel Gladher Karlskrona Simsällskap                                                                                                  | 27,52    | Vincent Johnson Kristianstads SLS                                                                                          | 27,75          | Oliver Munn Väsby Simsällskap                                                                                      | 27,96    |
| 100 m bröstsim  | Oliver Munn Väsby Simsällskap | 1.00,19  | Axel Gladher Karlskrona Simsällskap                                                                                        | 1.00,56        | Vincent Johnson Kristianstads SLS                                                                                  | 1.00,64  |
| 200 m bröstsim  | Axel Gladher Karlskrona Simsällskap                                                                                                  | 2.11,46  | Linus Hedström Simklubben Laxen                                                                                            | 2.14,65        | Gustav Storell Södertörns Simsällskap                                                                              | 2.15,26  |
|                 | |          | |                | |          |
| 50 m fjärilsim  | Bill Beckman Malmö Kappsimningsklubb                                                                                                 | 23,91    | Emil Wannem SK Laxen | 24,34          | Ludvig Bartolek Helsingborgs Simsällskap                                                                           | 24,68    |
| 100 m fjärilsim | Bill Beckman Malmö Kappsimningsklubb                                                                                                 | 54,54    | Ludvig Bartolek Helsingborgs Simsällskap                                                                                   | 54,75          | Lucas Humling Linköpings Allmänna Simsällska                                                                       | 54,81    |
| 200 m fjärilsim | Lucas Humling Linköpings Allmänna Simsällskap                                                                                        | 2.02,19  | William Erneholm Spårvägen Simförening                                                                                     | 2.03,29        | Mario Orrego Eskilstuna Simklubb                                                                                   | 2.04,03  |
|                 | |          | |                | |          |
| 100 m medley    | Emil Wannem Simklubben Laxen | 55,71    | Levente Nagy Helsingborgs Simsällskap                                                                                      | 56,18          | Gustav Storell Södertörns SS                                                                                       | 56,40    |
| 200 m medley    | Gustav Storell Södertörns SS | 2.03,33  | Anton Hegmegi Jönköpings Simsällskap                                                                                       | 2.04,34        | Hugo Swanson Gävle Simsällskap                                                                                     | 2.05,36  |
| 400 m medley    | Eddie Peng Väsby Simsällskap | 4.25,91  | Hugo Swanson Gävle Simsällskap                                                                                             | 4.29,52        | Axel Gustavsson Stockholms Kappsimningsklubb                                                                       | 4.30,31  |
|                 | |          | |                | |          |
| 4×50 m frisim   | Simklubben LaxenAaron Hullegård (23,32) Emil Wannem (22,33) Linus Hedström (23,30) Simon Meuller (22,69)                             | 1.31,64  | Malmö KappsimningsklubbIvar Mengelbier (23,18) Bill Beckman (22,78) Mohammed Azzam (23,01) Isaac Barrett (23,11)           | 1.32,08        | Helsingborgs SimsällskapGustav Karlsson (23,80) Levente Nagy (23,42) Ludvig Bartolek (22,60) Lucas Langell (23,02) | 1.32,84  |
| 4×100 m frisim  | Simklubben LaxenEmil Wannem (49,60) Aaron Hullegård (51,54) Petter Bergdahl (51,01) Simon Meuller (50,38)                            | 3.22,53  | Helsingborgs SimsällskapKasper Prahl (51,57) Lucas Langell (51,35) Ludvig Bartolek (49,16) Levente Nagy (50,63)            | 3.22,71        | Malmö KappsimningsklubbIsaac Barrett (51,76) Bill Beckman (50,96) Joris Jokubka (51,49) Ivar Mengelbier (50,41)    | 3.24,62  |
| 4×200 m frisim  | Stockholms KappsimningsklubbJonatan Eriksson (1.51,70) Viktor Dahlberg (1.52,93) Arthur Forsfält (1.54,10) Axel Gustavsson (1.51,71) | 7.30,44  | Helsingborgs SimsällskapVictor Sandrup (1.51,21) Viggo Holst (1.54,23) Ludvig Bartolek (1.49,60) Gustav Karlsson (1.55,67) | 7.30,71        | Simklubben LaxenEmil Wannem (1.50,67) Simon Meuller (1.53,07) Otto Lövdahl (1.54,47) Aaron Hullegård (1.54,07)     | 7.32,28  |
|                 | |          | |                | |          |
| 4×50 m medley   | Malmö KappsimningsklubbIvar Mengelbier (25,27) Stefan Ivan (28,17) Bill Beckman (23,45) Isaac Barrett (22,78)                        | 1.39,67  | Simklubben LaxenEmil Wannem (25,86) Linus Hedström (27,86) Simon Meuller (24,27) Aaron Hullegård (22,44)                   | 1.40,43        | Kristianstads SLSJacob Glans (25,52) Jacob Olsson (27,54) Vincent Johnson (24,68) Malte Ljunggren (23,56)          | 1.41,30  |
| 4×100 m medley  | Malmö KappsimningsklubbIvar Mengelbier (55,35) Stefan Ivan (1.02,33) Bill Beckman (52,97) Isaac Barrett (50,32)                      | 3.40,97  | Simklubben LaxenEmil Wannem (55,79) Linus Hedström (1.00,44) Simon Meuller (54,26) Aaron Hullegård (51,35)                 | 3.41,84        | Kristianstads SLSJacob Glans (54,48) Jacob Olsson (1.00,42) Vincent Johnson (55,35) Malte Ljunggren (52,55)        | 3.42,80  |